# 마리나 데 타비라
마리나 데 타비라(Marina de Tavira, 1974년 11월 30일 ~ )는 멕시코의 배우이다. 알폰소 쿠아론 감독 영화 《로마》를 통해 아리엘상 여우조연상을 수상했으며, 아카데미 여우조연상 후보로 오르기도 했다.

## 출연 작품
- 디스 이즈 낫 베를린 (2019)
- 로마 (2018)
- 하우 투 브레이크 업 위드 유어 두쉬백 (2017)
- 아나 & 브루노 (2017)
- 정사 4 (2008)
- 노라 없는 5일 (2008)
- 빈민금지구역 라조나 (2007)
- 사이드 이펙트 (2006)